# 高桥阳一
高橋陽一（日语：／ Takahashi Yōichi，1960年7月28日—），日本前漫畫家、創作活動家、經營者。男性。出身於東京都葛飾區四木。東京都立南葛飾高等學校畢業。前妻是配音員日比野朱里。A型血。
他主要創作體育方面的作品。他代表作是以足球為題材的《足球小將翼》。
2024年4月，他宣布作為漫畫家退休。不過，他並不打算退出一切創作活動，而是繼續以自己的步調創作圖畫和故事。

## 來歷
1980年，高橋陽一以短篇作品《足球小將翼》首次登上《週刊少年Jump》。並於次年開始連載，而且大受歡迎，1983年在東京電視台播出動畫。期間與（現日比野朱里）結婚，後者在第一版動畫《足球小將翼》飾演大空翼，但在約2014年離婚。
現役的許多足球員都受到《足球小將翼》的影響。
他還擔任參加Sphere League的藝人女子五人制足球隊「南葛射手隊」的總監、葛飾區足球俱樂部球隊「南葛SC」的後援會會長，以及南葛SC加盟J聯賽所需管理法人代表董事。另外，在《ROAD TO 2002》中，由於大空翼加盟巴塞隆納足球俱樂部並發揮了積極作用，他於2004年2月16日受到巴塞隆納足球俱樂部主席的親自邀請，在VIP席上觀看了比賽。此外，巴塞隆納足球俱樂部的競爭對手皇家馬德里時任主席評論道「你為什麼不讓大空翼加入我們的球隊？」。
而且，在故事中，當大空翼加盟巴塞隆納時，他收到了巴塞隆納贊助商NIKE的請求，將大空翼的鞋釘從adidas換成NIKE，但他堅決拒絕了這個請求。對此，高橋在接受《週刊YOUNG JUMP》雜誌採訪時表示自己是adidas的粉絲。
2006年，高橋作為漫畫家中不僅罕見的出現在廣告上，也與大空翼共同演出。
雖然他因足球漫畫的成功而聞名，但他總體上也喜歡體育運動。他在中學時期是桌球社的成員，在高中時是軟式棒球社的成員。他是日本火腿鬥士隊（現北海道日本火腿鬥士）的忠實球迷，該隊在昭和時代主場是水道橋的後樂園球場。1980年代，他對自己的業餘棒球充滿熱情，並邀請少年Jump作家辻原龍二擔任球隊投手，兩人也加入了集英社內部的籃球俱樂部。在《ACE！》連載期間。他曾是多個業餘棒球和壘球隊的成員，同時也是網球愛好者。
除了漫畫之外，他還為法國職業足球俱樂部格勒諾布爾足球38創作了形象角色。此外，在伊拉克的重建工作中，他應自衛隊的要求，從事執筆創作以外的活動，例如在自衛隊的車輛上繪製《足球小將翼》的角色，以鼓勵伊拉克兒童快樂地接受他們 。2009年，作為2016年東京奧運構想主辦單位的一部分，他在留言旗幟上畫了「大空翼」和「若林源三」的插圖，並寫下留言。
2008年6月18日，從日乙第18節橫濱FC對德島漩渦開始，在橫濱FC比賽日節目中連載，全13回，共26頁，是首次雜誌以外的連載作品。
2011年，高橋前往主辦國德國，參加女子世界盃為日本女子國家隊加油打氣。當時，他向球隊捐贈了一面日本國旗，上面寫著以大空翼和澤穗希為原型的應援角色「小楓」。後來，當日本首次贏得女子世界盃冠軍時，澤穗希在奪冠過程中也披上了這面日本國旗。
2015年2月，擔任一般社團法人日本足高爾夫協會大使。2018年12月27日，獲頒葛飾區名譽區民。
2023年6月，他入選日本足球名人堂。獲獎的理由是，透過上述的《足球小將翼》將足球傳播給了更多的少年和少女，很多球員透過這部作品成為了職業足球員，不僅為日本足球的普及做出了貢獻，還傳遍了整個日本。所有漫畫的發行量均已超過9000萬冊。電視動畫也已在世界各地播出，並因創造機會並影響世界級足球員的產生而受到讚譽。
2024年4月，他宣布作為漫畫家退休。7月起，日本橋三越總店將舉辦「足球小將原畫展 ～FINAL與未來～」。高橋進行了一場脫口秀節目。原畫展預計於2025年起在全國巡迴展出。
2024年10月，獲得第9屆澄和未來主義獎。

## 作品列表

### 連載漫畫
- 足球小將翼（1981年—1988年）—種類：男子足球
- 翔的傳說（1988年—1989年）—種類：網球
- ACE！（日语：エース!）（1989年—1991年）—種類：棒球
- 冬瓜拳王（日语：CHIBI）（1992年—1993年）—種類：拳擊
- 足球小將翼 世青篇（1994年—1997年）—種類：男子足球
- 野狼前鋒（日语：-蹴球伝-フィールドの狼 FW陣!）（1999年）—種類：足球
- 飆悍射將（《週刊少年Champion》，2002年—2004年）—種類：足球
- 足球小將翼 -ROAD TO 2002-（2001年—2004年）—種類：男子足球
- 足球小將翼 -GOLDEN 23-（2005年—2008年）—種類：男子足球
- 足球小將翼 海外激鬥篇 IN CALCIO 日出之國的足球員（2009年）—種類：男子足球
- 足球小將翼 海外激鬥篇 EN LA LIGA（2010年—2011年）—種類：男子足球
- 傲 ～PRIDE～（2011年—）—種類：足球
- 足球小將翼 Rising Sun（2014年—2023年）—種類：男子足球
- 足球小將翼 Rising Sun THE FINAL（2023年—2024年）—種類：男子足球
- 足球小將翼 Rising Sun FINALS（日语：キャプテン翼 ライジングサン FINALS）（僅名稱）（2024年—連載中）—種類：男子足球
- 盲人足球Bravo（2017年[23]—）—種類：盲人足球[24]

### 短篇漫畫
- 100M Jumper—種類：跳台滑雪
- 足球小將翼相關作品
  - 足球小將翼（短篇版，短篇集《100M Jumper》收錄）
  - 我是岬太郎
  - 足球小將翼 世青特別篇 最強的敵人！荷蘭青年代表隊
  - 足球小將翼 海外激鬥篇 EN LA LIGA 最終章（2012年）
  - 足球小將翼短篇集 DREAM FIELD—目前已出版2冊。
- -卒業- 100M Jumper II（短篇版，短篇集《我是岬太郎》收錄）—種類：跳台滑雪
- BASUKE（短篇版，短篇集《我是岬太郎》收錄）—種類：籃球
- 門將教練—種類：足球
- 攻·守！ -KOSHU！-（短篇版，短篇集《門將教練》收錄）—種類：足球
- （短篇版，短篇集《足球小將翼 世青特別篇 最強的敵人！荷蘭青年代表隊》收錄）—種類：高山滑雪
- 冬瓜拳王（短篇版，短篇集《足球小將翼 世青特別篇 最強的敵人！荷蘭青年代表隊》收錄）—種類：拳擊
- 昴（SUBARU）（短篇版，短篇集《100M Jumper》收錄）—種類：拳擊
- 初戀同士（短篇版，短篇集《100M Jumper》收錄）—種類：劍道
- 轟元太一本勝負（短篇版，短篇集《100M Jumper》收錄）—種類：柔道

### 小說
- GOLDEN KIDS（GOMA-BOOKS（日语：ゴマブックス），2008年7月）—種類：足球
  - 封面插圖與插圖也由高橋擔任。以守門員為主角的作品
- 足球少女 楓（講談社，2011年8月）—種類：女子足球

### 自傳
- （2018年7月，repicbook）

### 角色設計
- SR孫堅（猛虎蹴擊）／EX（SR）孫權（守刀防御）—三國志大戰（2017年）[25]
- —WOWOW足球原創角色（2020年）[26]

### 其它
- 中央國際高等學校（日语：中央国際高等学校）校歌作詞

## 媒體演出

### 廣告
- TOYOTA活動（2006年）
- brazuca Around The World: Japan -- adidas Football adidas Youtube（2014年）
- 東京瓦斯篇（2016年1月1日—）—飾 理髮店顧客
  - 廣告中的漫畫『[27]』由高橋親自繪製[28]。
- indeed（2018年）

### 電視節目
- 漫畫家 高橋洋一首選！UEFA EURO ™ 最佳匹配選擇 2008年大會 決戰 德國vs西班牙（2020年4月15日，WOWOW Live）[c]
- 一億人的大質問!? 忍氣吞笑！（日语：1億人の大質問!?笑ってコラえて!）（2025年1月29日，日本電視台）—於「這是一年後發生的事情之旅 「漫畫家」篇（日语：1億人の大質問!?笑ってコラえて!#1年たったらこうなりましたの旅）」出演[29]

## 相關項目

### 師父
- 平松伸二（日语：平松伸二）[2]—於《杜賓犬刑警（日语：ドーベルマン刑事）》到《瑞奇颱風（日语：リッキー台風）》期間擔任助理。高橋也出現在平松的自傳作品[30]。

### 助手
- 和月伸宏[31]
- 小泉裕洋（日语：小泉ヤスヒロ）[32]
- 戶田邦和[33]

## 腳註

## 外部連結
- 高桥阳一的X（前Twitter） （日語）